# Fieberocapsus flaveolus
Fieberocapsus flaveolus is een wants uit de familie van de blindwantsen (Miridae). De soort werd het eerst wetenschappelijk beschreven door Odo Reuter in 1870.

## Uiterlijk
De ovale, lichtbruingele blindwants is meestal brachypteer (kortvleugelig) en soms macropteer (langvleugelig). De kortvleugelige variant van 3 tot 3,5 mm lang worden en de langvleugelige kan iets groter worden. De pootjes hebben dezelfde geelbeige kleur als de voorvleugels, het borststuk is iets donkerder. De antennes zijn zwart, het eerste segment is gedeeltelijk witgeel aan de uiteinden.

## Leefwijze
De soort overwintert als eitje en er is een enkele generatie in het jaar. De dieren zijn in juni volwassen en kunnen tot eind september gevonden worden tussen grassen in vochtige gebieden, zilte moerassen en kwelders waar ze op larven van spoorcicaden (Delphacidae) jagen en insecteneitjes eten.

## Leefgebied
Het verspreidingsgebied van de soort is Holarctisch, van Noord- en Midden-Europa tot de Kaukasus, Siberië en Mongolië in Azië en Canada en Noord-Amerika. In Nederland is de soort zeldzaam.